# Günter Mick
Günter Mick (* 27. November 1941 in Trier)  ist ein deutscher Sachbuch-Autor und Journalist.

## Leben und Werk
Mick wurde als Sohn des Kaufmanns Hans Mick und dessen Ehefrau Helene, geborene Roos, geboren. Nach dem Besuch der Lorenz-Kellner-Volksschule in Trier wechselte er 1952 auf das humanistische Friedrich-Wilhelm-Gymnasium. Nach dem Abitur im Februar 1961 studierte er ab dem Sommersemester 1961 Geschichte und Klassische Philologie an den Universitäten in Saarbrücken und Tübingen. Zum Wintersemester 1963/64 wechselte er zum Studium der Politischen Wissenschaften und Staatsrecht an die Universität Bonn und hörte Vorlesungen unter anderem bei Max Braubach und Ernst Friesenhahn. Bei Karl Dietrich Bracher wurde er 1969 in Bonn zum Dr. phil. promoviert.
1969 wurde Mick Redakteur der Frankfurter Allgemeinen Zeitung. Von 1990 bis zum Ende seiner Berufszeit 2007 war er Ressortleiter der Rhein-Main-Zeitung, des Regionalteils der F.A.Z. Mick begleitete als Journalist in dieser Zeit acht Frankfurter Oberbürgermeister. Sein Nachfolger in der Redaktion wurde Matthias Alexander.

## Schriften
- Den Frieden gewinnen: Das Beispiel Frankfurt 1945 bis 1951. Kramer, Frankfurt am Main 1985, ISBN 3-7829-0305-6.
- Die Paulskirche: Streiten für Einigkeit und Recht und Freiheit. Kramer, Frankfurt am Main 1988, ISBN 3-7829-0357-9.
- Die Paulskirche: Streiten für Einigkeit und Recht und Freiheit. 2. Auflage. Wissenschaftliche Buchgesellschaft, Darmstadt 1997, ISBN 3-7829-0470-2.
- Frankfurt am Main: Herzstück Europas. (Fotos Wolfgang Lechthaler). 6. Auflage. Sozietäts-Verlag, Frankfurt am Main 2012, ISBN 978-3-942921-34-3.
- Die (un)regierbare Stadt; Rudi Arndt als Frankfurter Oberbürgermeister. In: Roselinde Arndt, Hans Sarkowicz u. a.: Hans Rudi Arndt Politik mit Dynamit, eine politische Biografie. Naumann, Hanau 2011, ISBN 978-3-940168-45-0, S. 136–189.